# Франсуаза Том
Франсуаза Том (фр. Françoise Thom, нар. 1951 р., у Франції) — французький історик, професор історії Сорбонського університету (Париж). Фахівець з історії XX ст., історії комунізму та СРСР.

## Біографія
Дочка Рене Тома та Сюзанни Хельмлінгер (Helmlinger)
У 1973-му закінчила філологічний факультет Сорбонни.
У 1973—1978 роках вивчала російську мову в Москві.
У 1984 році захистила дисертацію на тему «Комуністичний новояз», яку надрукували в низці країн окремою монографією.
Автор книжок і статей про горбачовську перебудову та посткомуністичну Росію.
Із 1991 року викладає курс сучасної історії в Сорбоннському університеті.

## Твори
- «Кінець комунізму». Пер. з фр. Т. Марусик // Видавничий дім «Козаки», Київ, 1999. — 197 с. — ISBN 966-514-030-9. — ISBN 966-514-031-0